# Li Xiaoxu
Li Xiaoxu (李晓旭S, Lǐ XiǎoxùP; Liaoning, 5 giugno 1990) è un cestista cinese.

## Carriera
Con la Cina ha disputato due edizioni dei Campionati asiatici (2009, 2013).